# 戴桂蕊
戴桂蕊（1910年—1970年），字子骥，男，湖南双峰人，中国农业机械学家，曾任镇江农业机械学院教授、副院长，第三届全国人大代表。